# Jardin byzantin
Les jardins byzantins se sont développés dans l’Empire byzantin du IVe au XVe siècle. Ils ont été très importants dans la vie quotidienne des Romains d'Orient que la plupart des sources appellent depuis le XVIIIe siècle « byzantins », terme forgé en 1557 par Jerôme Wolf. Leur développement inclut l'Italie byzantine, l'Espagne byzantine et l'Afrique byzantine, mais a diffusé de là dans toute l’Italie médiévale, l'Espagne musulmane et l'Afrique du Nord. Ils nous sont connus par les sources écrites et les œuvres d’art, car mis à part quelques bassins et canaux d’irrigation, l'archéologie ne les a pas conservés, soit que l’évolution ultérieure de l'horticulture les ait modifiés, soit que des constructions les aient remplacés.
La plupart des sources portent sur le Mesokepion (jardins du palais impérial de Constantinople) et sur les jardins de la ville de Nicée. Après la prise de Constantinople par Mehmed II, la plupart des jardins de la capitale byzantine semblent avoir été remplacés par des constructions. L'importance de ces parcelles de terre diffère d’un pays à l’autre. Il semble aussi que les Byzantins les considéraient comme une représentation du paradis sur terre, évoquant le jardin d’Éden, idée transmise à la civilisation islamique (jardins d'Islam) : les horticulteurs et artistes byzantins ont très souvent été sollicités par les souverains musulmans.

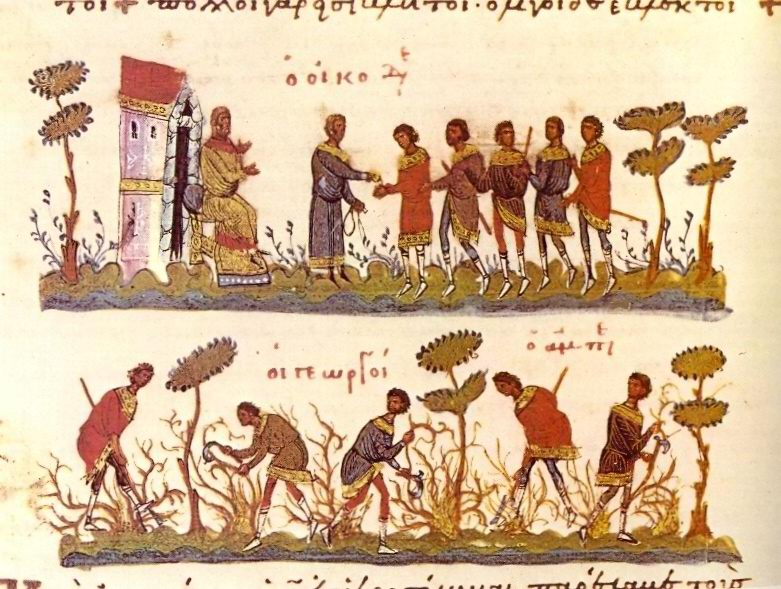
Travaux horticoles, évangéliaire byzantin du XIe siècle (Bibliothèque nationale de France, Paris).

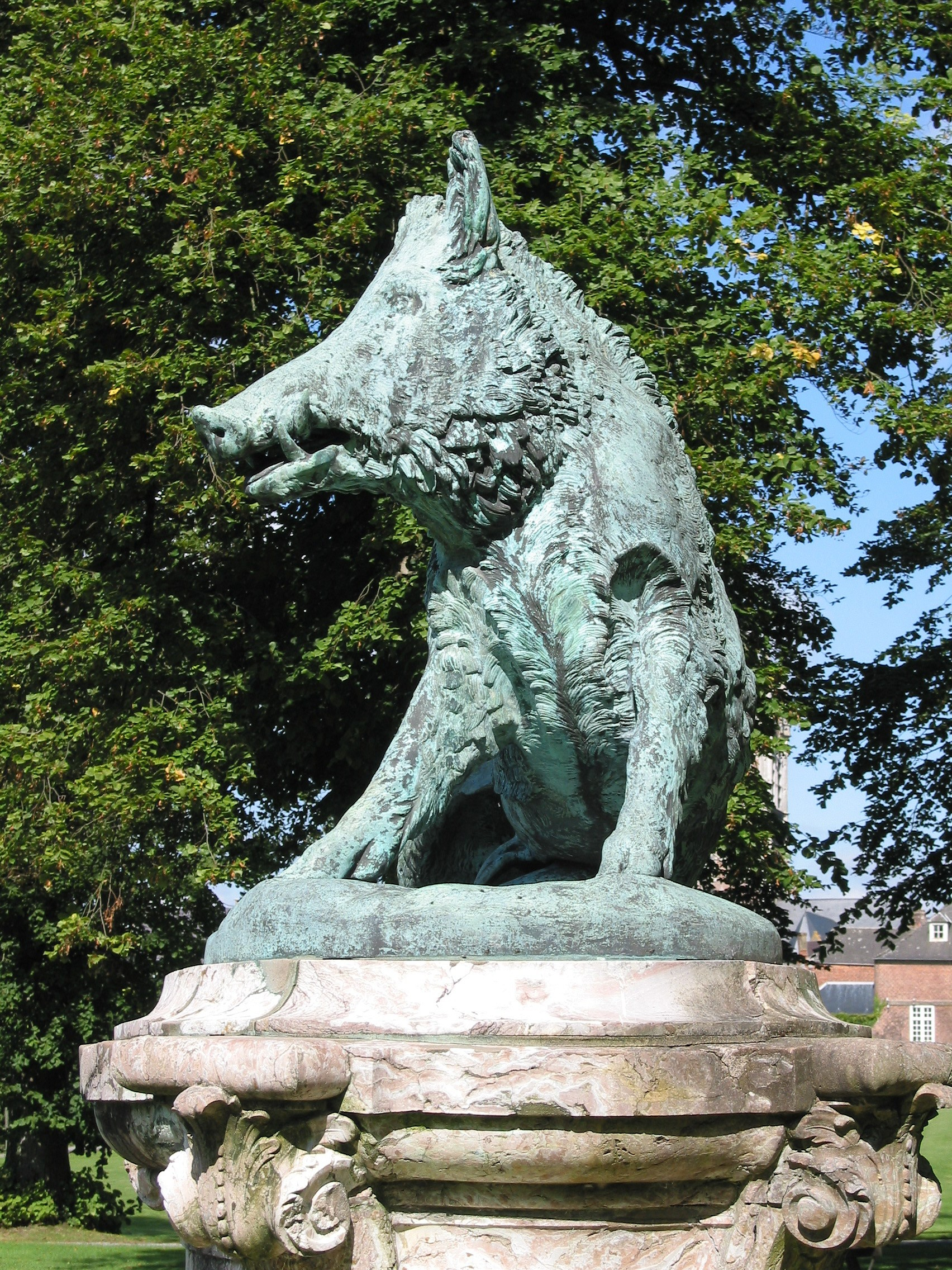
Réplique en bronze moderne, à Enghien, d'une statue de jardin byzantin de l'Antiquité tardive.

## Histoire et influences
Les jardins byzantins sont les héritiers des jardins grecs, romains et perses de l’Antiquité, mais marqués par l’influence chrétienne (comme la plupart des arts byzantins) : ainsi, le psaume 128 :2, commande de manger le fruit du labeur d’avoir travaillé la terre. Parmi les empereurs d’Orient, Héraclius 1er (575-641) fit aménager de nombreux potagers-vergers et des parcs ; Théophile (813-842) encouragea fortement la construction de palais avec de somptueux jardins dotés de mosaïques et de fontaines ; Basile Ier le Macédonien (811-886) bâtit le célèbre Mesokepion, jardin palatial ; Constantin VII (905-959) fit rédiger des traités d’horticulture ; Michel IV (1010-1041) reconstruit l’église des Saints anargyres entourée de thermes (ultérieurement appelés « bains turcs » ou « hammams »), de fontaines et de pelouses fleuries. Enfin, Jean III (1192-1254) innove dans le domaine de l’horticulture à Nicée.
Les jardins permettaient aux Romains d’Orient de composer des plats raffinés à base de légumineuses et de fruits, et aussi d’offrir des lieux de promenade et de méditation. Il existait des jardins palatiaux ou publics liés au prestige impérial, mais aussi des jardins privés dans les villas des riches et des aristocrates : c’était à qui cultiverait les semis les plus originaux, les plus exotiques, et comme l’Empire d’Orient se trouvait aux aboutissements occidentaux de la route de la soie et du périple de la mer Érythrée, cela permit aux Byzantins d’importer en Anatolie et en Europe des espèces comme l’abricotier, les agrumes, l’amandier, l’aubergine, le cerisier, le figuier, le melon, le mûrier (nourriture des vers à soie), le pistachier et différentes épices. Les jardins vivriers sont très importants pour les paysans, qui survivent principalement grâce aux terroirs paroissiaux collectifs (emphytéotes), tandis que les aristocrates, grands propriétaires terriens (dynatoi), cultivent leurs domaines grâce aux ouvriers agricoles pauvres (parèques) qu’ils logent et nourrissent, et dont la production est vendue en ville,.

## Les potagers
Le jardin vivrier fait partie intégrante de l’habitation du paysan byzantin dont il assure la survie familiale. Ainsi, qu’il se situe au cœur de la maison (atrium), à côté de celle-ci (périphère) ou encore imbriqué entre les habitations (mésièque), le jardin est un élément très important : il permet de cultiver simultanément des céréales et des légumineuses qui sont à la base de l’alimentation des paysans. Ce jardin comprend également un verger et un potager où l’on trouve des légumes de toutes sortes. Ce réseau de plantation est en général très bien protégé par des palissades et des fossés qui dissuadent les herbivores sauvages, les voleurs ou les envahisseurs ; une réglementation très sévère sanctionne les intrusions et les vols de récoltes. Très bien irrigués et entretenus, ces jardins font l’objet de divers soins fournis par les paysans afin d’augmenter la production des récoltes.

## Les jardins fruitiers

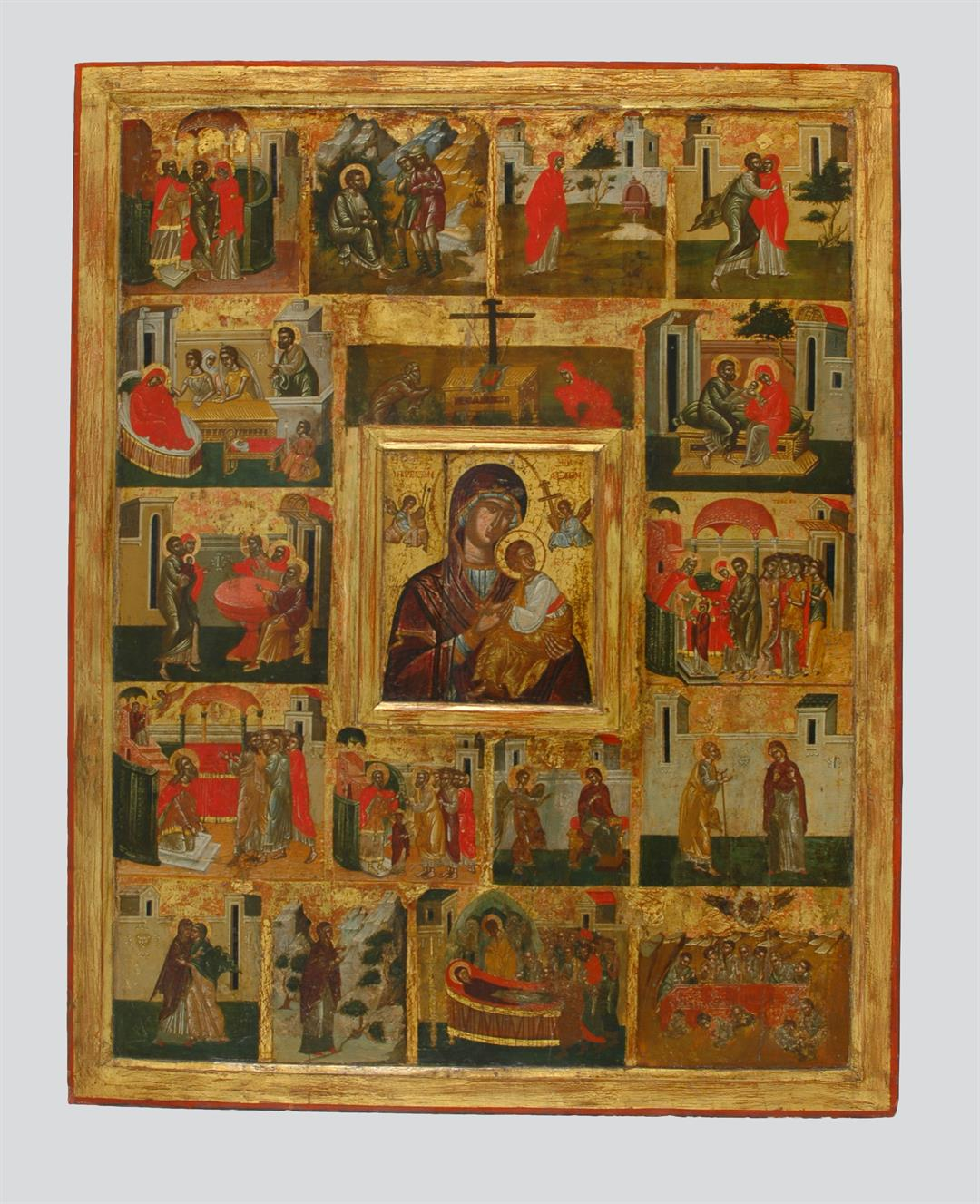
Représentation des jardins byzantins au travers de nombreuses scènes où sainte Anne est représentée.

Les enluminures permettent de savoir ce que cultivaient les Byzantins, puisque les textes ne sont guère explicites. Ainsi, ces dernières nous montrent clairement que l’on cultivait des légumes tels que les pois et les citrouilles. Pour les vergers, on retrouve des enluminures qui montrent bien des figuiers, des pommiers, des cerisiers et des amandiers. Par ailleurs, les jardins fruitiers n’abritaient pas uniquement des arbres : « […] un nombre important d’enluminures nous montre des épis de blé mûrissants au milieu d’arbres fruitiers, par exemple des figuiers, tandis que le sol est défoncé à la bêche comme dans les jardins et non à l’araire ; ceci montre que l’on cultivait aussi des céréales dans ces jardins.». Ainsi, la limitation des engrais, que l’on pouvait trouver à l’époque dans les pâturages d’élevage bovin, forçait les Byzantins à exploiter les jardins de façon à maximiser la production de céréales dans ces endroits clos. Les vignes étaient également cultivées dans ces jardins fruitiers, même si l’on en retrouve dans les champs.

## Jardin d'agrément
Les jardins byzantins pouvaient aussi être des jardins d’agrément, comme le jardin de Sainte-Anne datant du début du XIVe siècle, décrit par Théodore Hyrtakenos. L’iconographie de l’Annonciation d’Anne est très riche en détails et c’est à travers l’analyse d’Hyrtakenos que l’on est en mesure de retracer à quoi ressemblaient les jardins byzantins. On retrouve également des représentations de jardins dans les diverses mosaïques byzantines, particulièrement dans celles du monastère de Daphni. Tout comme les jardins romains, les jardins byzantins sont marqués par l’utilisation de bassins, de béals et jeux d’eau. Un nombre important d’arbres, de haies, de murets et d’oiseaux se trouvent dans ces jardins, souvent clos de murets et non visibles de la rue. Ainsi, le jardin de Sainte-Anne est entouré d’un petit muret de pierre, caractéristique importante qui est d’ailleurs figurée dans plusieurs mosaïques représentant des jardins byzantins. 
Les arbres font partie intégrante des jardins byzantins. Le cyprès est très souvent présent dans ces jardins mais plusieurs autres espèces d’arbres sont mentionnés dans la description fournie par Hyrtakenos du jardin de Sainte-Anne, tout comme ils sont présents dans les mosaïques du monastère de Daphni. Ainsi, cet auteur parle de nombreux buissons, d'oliviers, de lauriers, de pins, de myrtes, de pommiers, de poiriers, de figuiers, de cerisiers et de grenadiers. De plus, toujours selon Hyrtakenos, toutes ces plantations respectent rigoureusement la science botanique puisque les arbres sont plantés à une certaine distance les uns des autres et regroupés par espèces. Bref, le jardin byzantin idéal serait constitué d’arbres fruitiers, de conifères, de plantes, de buissons ainsi que diverses espèces de fleurs. 
Les fontaines sont typiques des jardins byzantins et il s’agit souvent d’œuvres d’art. Théodore Hyrtakenos décrit la fontaine du jardin de Sainte-Anne sise au milieu de celui-ci et constituée de deux bassins construits avec trois différents marbres de couleur. Ornée de sculptures animalières, cette fontaine est surmontée d’une pomme de pin d’où jaillissent les jets d’eau. Sur la mosaïque du monastère de Daphni, la fontaine occupe également une place de choix, au premier plan. Elle est constituée de trois bassins d’eau et, elle aussi, est surmontée d’une pomme de pin.
Enfin, la mosaïque du monastère de Daphni nous laisse croire que le jardin abritait différentes espèces d’oiseaux dont les chants étaient indispensables et ajoutaient beaucoup à la beauté du jardin. Certains, comme les paons, provenaient d’Asie. Les arbres, les oiseaux et la pomme de pin sont des symboles de fertilité et de prospérité.  

## Jardins palatiaux
Les jardins palatiaux sont des extensions des palais eux-mêmes. Très rares sont les palais qui ne possèdent pas de jardins à cette époque. Ce sont des jardins d’agrément et de prestige, ornés de colonnades, de terrasses, de belvédères, de mosaïques, de bassins, de fontaines, d’arbres et de parterres de fleurs. L’Anadendradion, le Mesokepion ou le Mangana sont les parfaits exemples de ce type de jardins palatiaux. 
L’Anadendradion est le jardin du palais de Magnaura. Ce jardin directement accessible d’une salle du palais, contenait un canal d’irrigation traversé par un pont. Le jardin servait de cadre aux fêtes et réceptions. 
Le Mesokepion était le jardin du Grand palais de Constantinople. Il a été construit sous le règne de Basile I et il était probablement situé au rez-de-chaussée du palais impérial. C’était un petit jardin paradisiaque clos qui avait probablement l’apparence d’un jardin creux. La description de ce jardin est surtout l’œuvre de Jean Géomètre qui fait allusion au Mesokepion lorsqu’il parle de son propre jardin en vers et en prose. On retrouve également une brève description du jardin dans le texte de la Vita Basilii (la biographie de Basile I) qui mentionne que l’on y retrouvait une abondante quantité de plantes et que cet espace vert était irrigué en abondance.
Le Mangana quant à lui entoure complètement le monastère de Saint-Georges de Mangana. Construit par Constantin IX, ce complexe comprend également un hôpital et un palais. Contrairement au Mésokepion, le Mangana était très grand et ouvert. Il était également situé plus haut que le palais ce qui lui donnait probablement l’allure d’un jardin suspendu. Grâce à la description de Psellos, il nous est possible d’imaginer ce jardin qui comprenait deux immenses citernes permettant d’approvisionner le canal et les bains. De plus, l’intérieur du complexe comprenait plusieurs prairies de fleurs et des galeries couvertes qui permettaient aux visiteurs de s’y promener. Le jardin était construit sur deux étages. Sur l’étage le plus bas, on pouvait pratiquer l’équitation ; le deuxième palier, au niveau de la cime des arbres, donnait l’impression d’un jardin flottant. Les différentes descriptions de ces jardins nous permettent de constater que les paysages et les structures étaient différents d’un jardin à l’autre.

## Les parcs d’attractions
Les parcs et les jardins d’amusements n’étaient pas uniquement situés à l’intérieur des palais, mais également à l’extérieur de ces enceintes privées. En effet, il est possible de voir que ces parcs sont décrits à travers certaines sources. Ainsi, le Philopation est un parc que l’on retrouve à l’extérieur des murs de Constantinople. Ce parc abritait des animaux sauvages comme le lièvre, le sanglier et le daim qu’il était possible d’observer ou même de chasser. Ces parcs très bien entretenus, que ce soit pour les récoltes, l’aménagement du terrain ou encore l’élevage d’animaux, suivaient les conseils de l’auteur et spécialiste horticole romain Columella, qui proposait de garder ce type de jardin clos, de nourrir les animaux à la main en hiver et de s’assurer que le jardin possède un nombre considérable d’arbres fruitiers.
Le Philopation est l’un des seuls parcs d’attractions dont on possède des informations détaillées. Ce parc d’attractions situé au nord de Constantinople, juste à l’extérieur des murs du palais des Blachernes, remonte au IXe siècle, et il semble qu’il était à l’origine un terrain de chasse impérial. Il exista jusqu’à la chute de Constantinople aux mains des Latins à la fin du XIIe siècle. Il est décrit par plusieurs auteurs, dont le moine Georges, Eudes de Deuil et Jean Cinnamus. Le Philopation comportait aussi des constructions, dont des piscines, des canaux et des pavillons.

## Jardins monastiques
Les jardins monastiques sont également très importants dans la culture byzantine : ils sont au cœur des monastères dont ils assurent l’autonomie alimentaire. On y retrouve des vignobles, des potagers, des vergers, des vignes, du houblon et des herbes médicinales ou aromatiques. Des installations complexes d’irrigation permettent d’approvisionner ces jardins en eau, comme le démontrent les traces archéologiques de canaux ainsi que de bassins de réserve d’eau de pluie. Le travail manuel étant perçu comme une forme de méditation : c’est souvent en s’occupant des plantations que les moines et les sœurs passaient leurs journées. De plus, les hôpitaux étant souvent au cœur de ces monastères : les jardins médicinaux permettaient la production de remèdes. Enfin, certains jardins étaient également consacrés à la reproduction d’un jardin paradisiaque sur terre. Cette version du paradis sur terre encourage les moines à faire grandir leur spiritualité en jardinant. Bref, ces jardins monastiques sont très diversifiés.